# Pellopedon nubilum
Pellopedon nubilum är en insektsart som beskrevs av Bruner, L. 1911. Pellopedon nubilum ingår i släktet Pellopedon och familjen gräshoppor. Inga underarter finns listade i Catalogue of Life.